# Banyuls-dels-Aspres
Banyuls-dels-Aspres is een gemeente in het Franse departement Pyrénées-Orientales (regio Occitanie). De plaats maakt deel uit van het arrondissement Céret. Banyuls-dels-Aspres telde op 1 januari 2022 1.397 inwoners.

## Geografie
De oppervlakte van Banyuls-dels-Aspres bedroeg op 1 januari 2022 10,53 vierkante kilometer; de bevolkingsdichtheid was toen 132,7 inwoners per km².

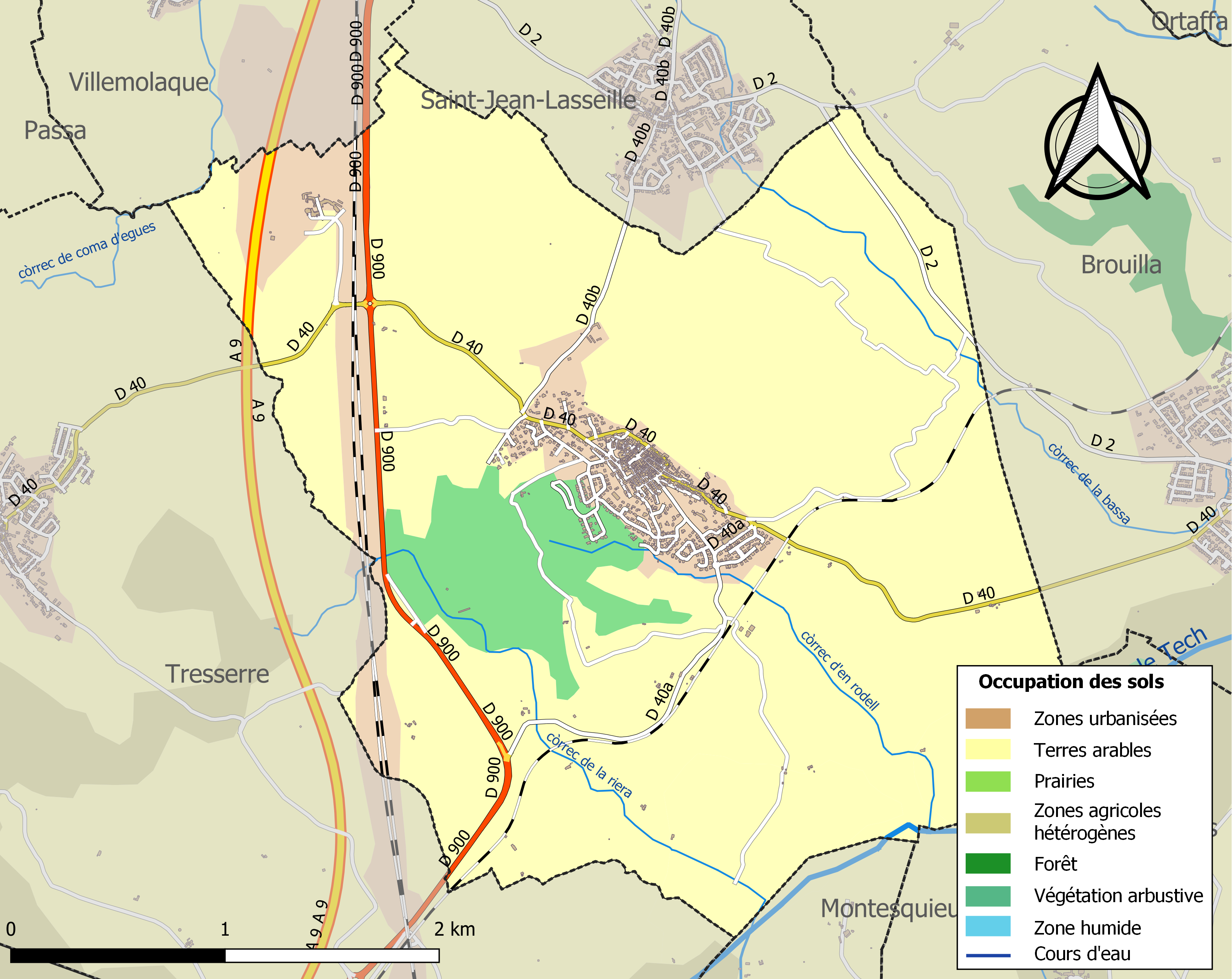
Kaart van de gemeente met de belangrijkste infrastructuur, bodemgebruik en omliggende gemeenten

## Demografie
Onderstaande figuur toont het verloop van het inwonertal (bron: INSEE-tellingen).